# Francisco de Asís
Francisco de Asís (en italiano: Francesco d’Assisi, apodado il poverello d'Assisi, «el pobrecillo de Asís»; Asís, 1181/1182-Asís, 3 de octubre de 1226), de nombre secular Giovanni di Pietro di Bernardone, fue un santo umbro (italiano), diácono, también conocido como «El Padre Francisco» y fundador de la Orden Franciscana, de una segunda orden conocida como Hermanas Clarisas y una tercera conocida como tercera orden seglar, todas surgidas bajo la autoridad de la Iglesia católica en la Edad Media. Destaca como una de las grandes figuras de la espiritualidad en la historia de la cristiandad.
Pasó de ser hijo de un rico comerciante de Asís a vivir en la más estricta pobreza y observancia de los Evangelios. En Egipto intentó infructuosamente la conversión de los musulmanes al cristianismo. Su vida religiosa fue austera y simple, por lo que animaba a sus seguidores a hacerlo de igual manera. Tal forma de vivir no fue aceptada por algunos de los nuevos miembros de la orden mientras esta crecía; aun así, Francisco no fue reticente a una reorganización. Es el primer caso conocido en la historia de estigmatizaciones visibles y externas. Fue canonizado por la Iglesia católica en 1228, y su festividad se celebra el 4 de octubre. Sus fiestas se asocian con el fin de la estación lluviosa, un fenómeno denominado «cordonazo de San Francisco».

## Contexto histórico

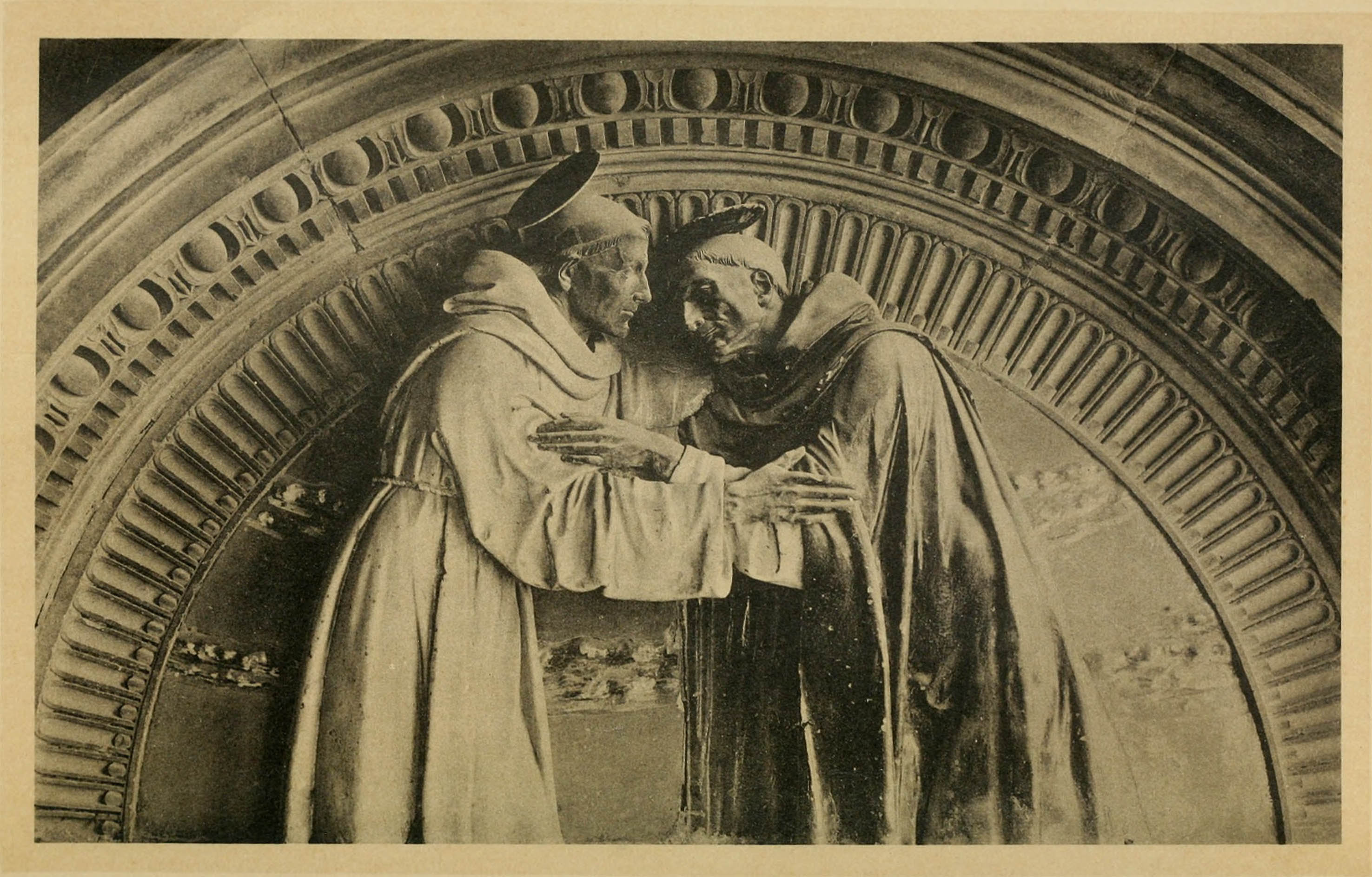
Bajorrelieve de terracota policromada que representa el encuentro de san Francisco de Asís y santo Domingo de Guzmán, exponentes decisivos de las órdenes mendicantes del (Museo Nacional Alinari de la Fotografía)

En el siglo XII hubo cambios fundamentales en la sociedad de la época: el comienzo de las Cruzadas y el incremento demográfico, entre otros motivos, influyeron en el incremento del comercio y el desarrollo de las ciudades. La economía seguía teniendo su base fundamental en el campo dominado por el modo de producción feudal, pero los excedentes de su producción se canalizaban con mayor dinamismo que en la Alta Edad Media. Aunque todavía no se estaba produciendo una clara transición del feudalismo al capitalismo y los estamentos privilegiados (nobleza y clero) seguían siendo los dominantes, como lo fueron hasta la Edad Contemporánea, los burgueses (artesanos, mercaderes, profesionales liberales y hombres de negocios) comenzaban a tener posibilidades de ascenso social, y el comercio y la banca crecían dominados por el constante afán de lucro. La Iglesia católica, protagonista de ese tiempo, también se vio influida por la nueva riqueza: no eran pocas las críticas a algunos de sus ministros que se preocupaban más por el crecimiento patrimonial y sus relaciones políticas de conveniencia.
Debido a ello, diversos movimientos religiosos surgieron en rechazo a la creciente opulencia de la jerarquía eclesiástica en esa época, o se dedicaron a vivir más de acuerdo con los postulados de una vida pobre y evangélica. Algunos de ellos medraron afuera de la institución y vivieron a su manera; tales movimientos fueron condenados hasta el punto de considerarlos herejes, como el caso de los cátaros que predicaban entre otras cosas el rechazo al mundo material, a los sacramentos, a las imágenes y a la cruz. En cambio, otras organizaciones —como las creadas por san Francisco de Asís y santo Domingo de Guzmán— nacieron bajo sumisión a la autoridad católica y sus miembros fueron conocidos con el nombre genérico de «monjes mendicantes». Este movimiento extremó la práctica del voto de pobreza: sus miembros ya no vivían del trabajo de las tierras como el Císter reformado por san Bernardo de Claraval, sino que renunciaban incluso a poseer bienes propios. Así, las órdenes mendicantes terminaron por desempeñar un papel de primer orden en la vida de la Iglesia, al lograr que la mayoría de los católicos se alejase de la búsqueda de la opulencia, algo que tornaría en el siglo XIV.

## Infancia y juventud

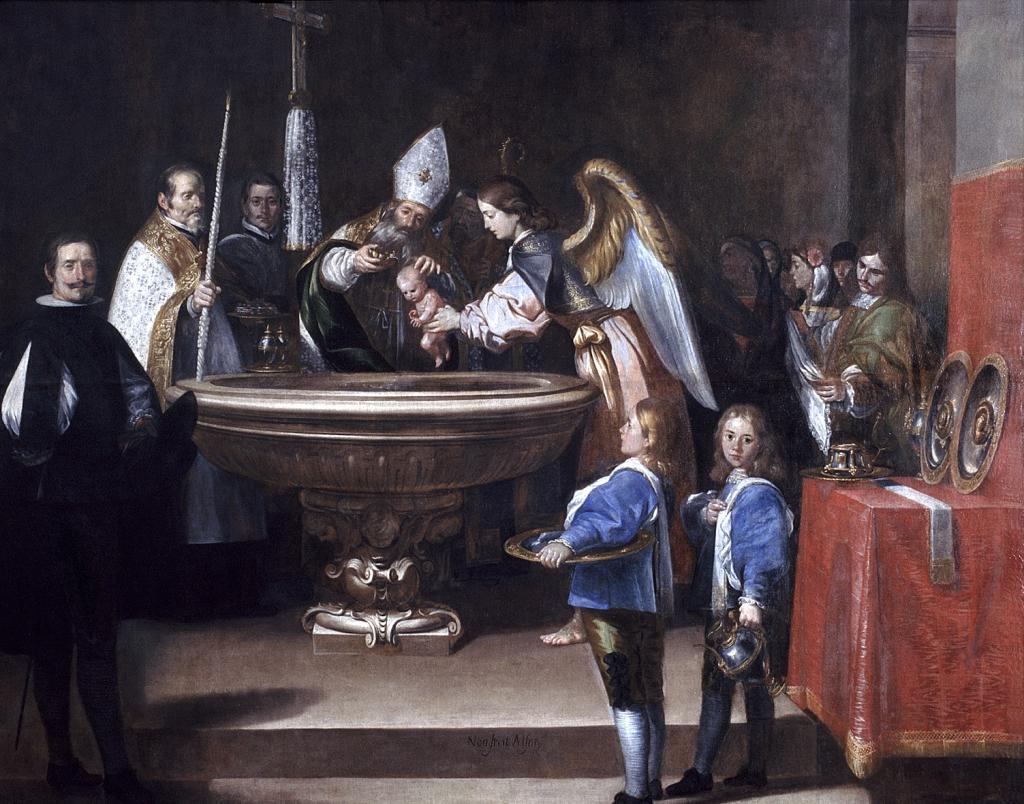
Bautismo de san Francisco de Asís, de Antonio del Castillo y Saavedra, óleo sobre lienzo, 196 x 248 cm, Museo de Bellas Artes de Córdoba

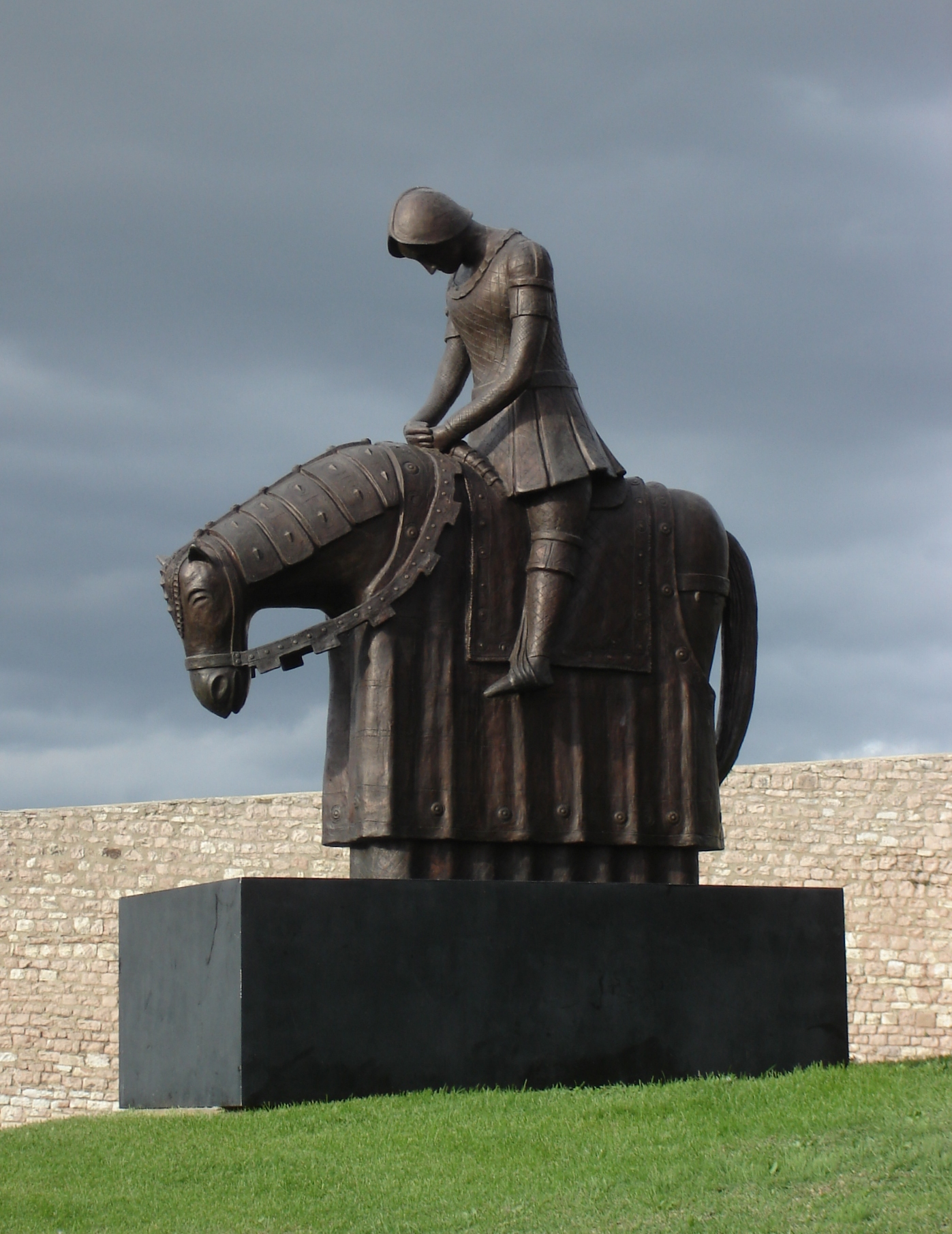
Estatua de san Francisco en Asís que lo representa regresando a la ciudad tras abandonar la guerra

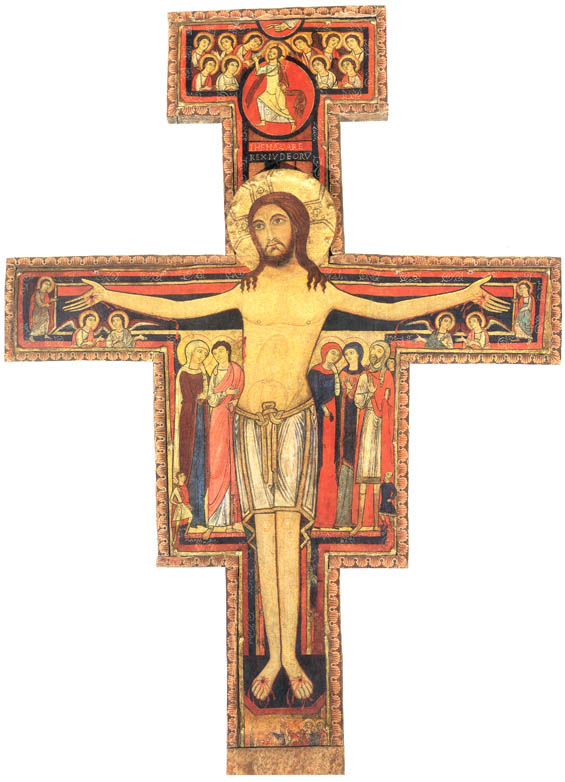
Crucifijo del Cristo de San Damián

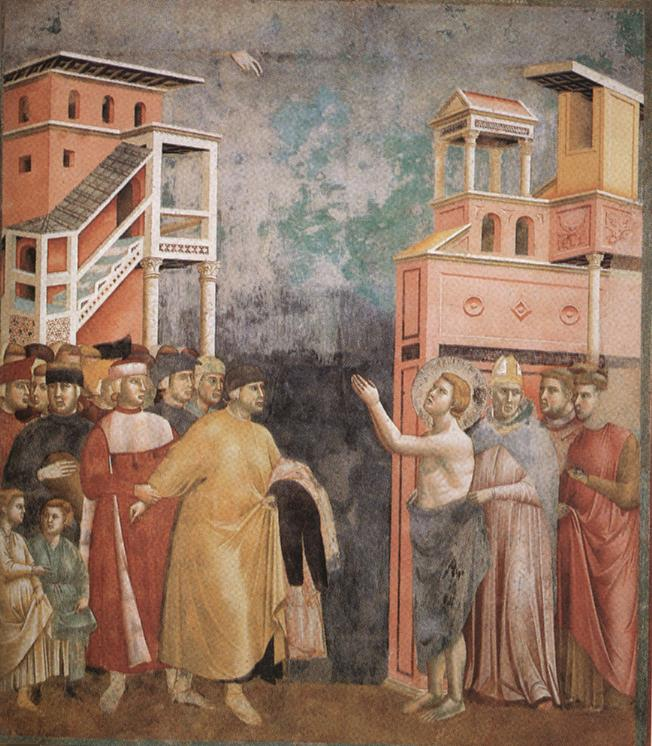
La renuncia a los bienes terrenales, de Giotto

Francisco de Asís nació con el nombre de Giovanni y fue el mayor de los siete hijos de Pietro di Bernardone dei Moriconi y la noble provenzal Joanna —conocida como Pica— de Bourlémont, con quien Pietro se casó en segundas nupcias en 1180 después de enviudar. Tuvo al menos un hermano más, de nombre Angelo.
Su padre era un próspero comerciante de telas que formaba parte de la burguesía de Asís y que viajaba constantemente a las ferias de Francia que tenían lugar entre mayo y septiembre. Entre algunas versiones, fue la afición a esta tierra por lo que su padre lo apodó después como Francesco o el francesito; también es probable que el pequeño fuera conocido más adelante de este modo por su afición a la lengua francesa y los cantos de los trovadores.
Recibió la educación regular de la época, en la que aprendió latín. De joven se caracterizó por su vida despreocupada: no tenía reparos en hacer gastos cuando andaba en compañía de sus amigos, en sus correrías periódicas, ni en dar pródigas limosnas; como cualquier hijo de un potentado, tenía ambiciones de ser exitoso.
En sus años juveniles, Asís ya estaba envuelta en conflictos para reclamar su autonomía del Sacro Imperio Romano Germánico. En 1197 logró quitarse de encima la autoridad germánica. Desde 1198 el pontificado se hallaba en conflicto con dicho Imperio, y Francisco formó parte del ejército papal bajo las órdenes de Gualterio de Brienne contra los germanos. En 1201 Asís se enfrascó en otra guerra contra Perugia, apoyada por los nobles desterrados de Asís. En la batalla de Ponte San Giovanni, conocida en italiano como batalla de Collestrada, en noviembre de 1202, Francisco fue hecho prisionero y estuvo cautivo por lo menos un año.
De acuerdo con los relatos, fue en un viaje a Apulia en 1205, mientras marchaba a pelear, cuando durante una noche en Spoleto escuchó una voz que le recomendaba regresar a Asís. Así lo hizo y volvió ante la sorpresa de quienes lo vieron, siempre jovial pero envuelto ahora en meditaciones solitarias. Empezó a mostrar una conducta de desapego a lo terrenal. Un día en que se mostró en un estado de quietud y paz sus amigos le preguntaron si estaba pensando en casarse, a lo que él respondió: «Estais en lo correcto, pienso casarme, y la mujer con la que pienso comprometerme es tan noble, tan rica, tan buena, que ninguno de vosotros visteis otra igual». Hasta ese momento todavía no sabía él mismo exactamente el camino que había de tomar de ahí en adelante; fue después de reflexiones y oraciones que supo que la dama a quien se refería era la pobreza.
El punto culminante de su transformación se dio cuando convivió con los leprosos, a quienes tiempo antes le parecía «extremadamente amargo» mirar. Se dedicó después a la reconstrucción de la capilla de San Damián. Según los relatos, lo hizo después de haber escuchado al crucifijo de esta iglesia decirle: «Francisco, vete y repara mi iglesia, que se está cayendo en ruinas». Entonces decidió vender el caballo y las mercancías de su padre en Foligno, regresó a San Damián con lo ganado y se lo ofreció al sacerdote, pero este lo rechazó.
Su padre, al darse cuenta de la conducta de su hijo, fue enojado en su búsqueda, pero Francisco estaba escondido y no lo halló. Un mes después fue él mismo el que decidió encarar a su padre. En el camino a su casa, las personas con que se encontró lo recibieron mal y, creyéndolo un lunático, le lanzaron piedras y lodo.

### Francisco ante las autoridades eclesiales
Su padre lo reprendió severamente, tanto que lo encadenó y lo encerró en un calabozo. Al ausentarse el airado padre por los negocios, la madre lo liberó de las cadenas. Cuando regresó, fue ella quien recibió las reprimendas del señor de la casa, y fue otra vez en búsqueda del muchacho a San Damián, pero Francisco se plantó con calma y le reafirmó que enfrentaría cualquier cosa por amor a Cristo. Pietro di Bernardone, más preocupado por lo perdido de su patrimonio, acudió a las autoridades civiles a forzarlo a presentarse, pero el joven rehusó hacerlo con el argumento de no pertenecer ya a la jurisdicción civil, por lo que las autoridades dejaron el caso en manos de la Iglesia.
Francisco se sometió al llamado de la autoridad eclesial. Ante el requerimiento de devolver el dinero frente a su padre y a Guido, el obispo de Asís, no solo lo hizo, sino que se despojó de todas sus vestimentas ante los jueces, proclamando a Dios desde ese momento como su verdadero Padre. Ante esto, el obispo lo abrazó y le envolvió con su manto.

## Comienzos de la orden

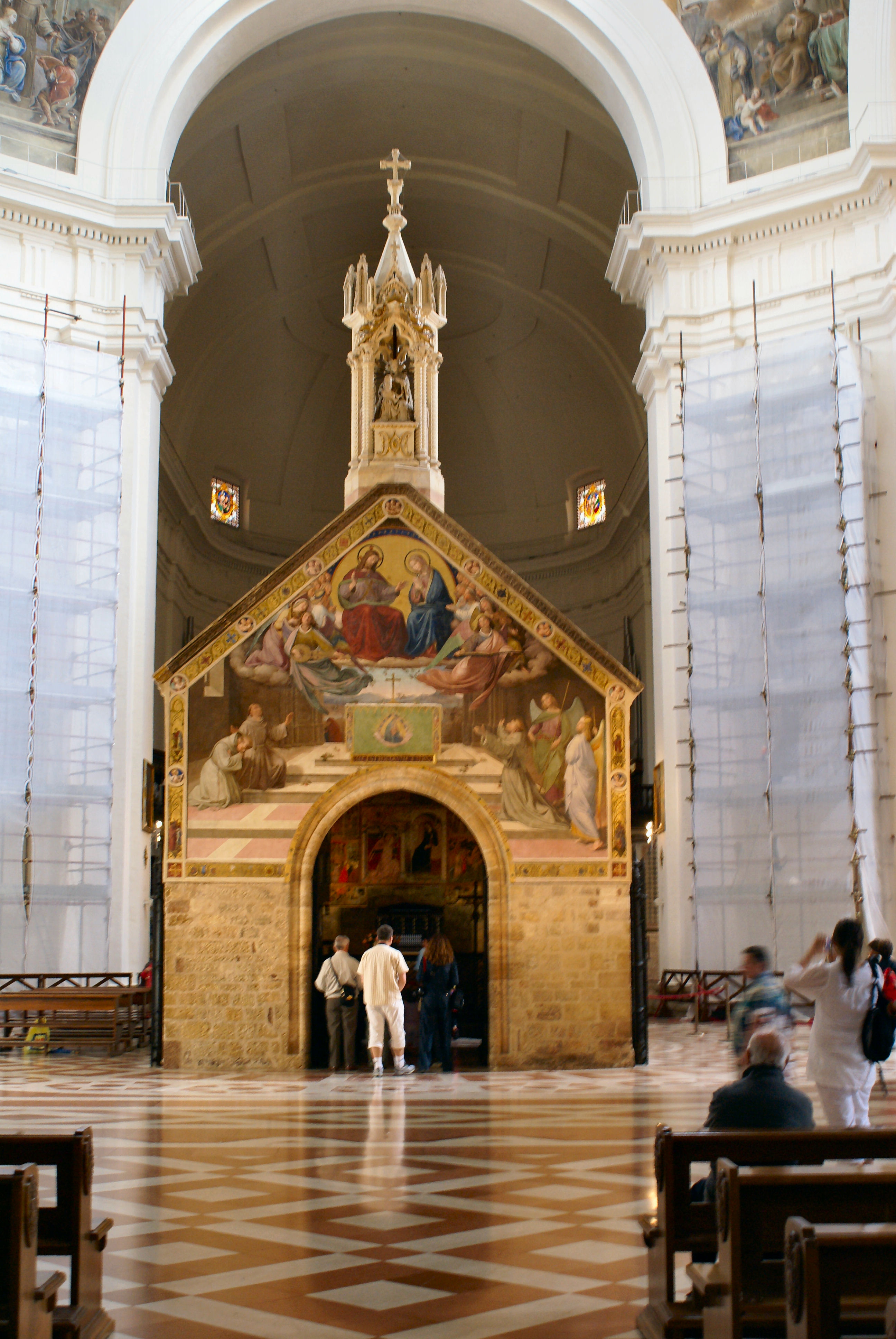
Porciúncula.

No se sabe con certeza cuántas iglesias en ruinas o deterioradas reconstruyó; entre ellas, a la que más estima tenía era la capilla de la Porciúncula (“la partecita”, llamada así porque estaba junto a una construcción mayor). Allí fue donde recibió la revelación definitiva de su misión, probablemente el 24 de febrero de 1208, cuando escuchó estas palabras del Evangelio: «No lleven monedero, ni bolsón, ni sandalias, ni se detengan a visitar a conocidos...» (Lc., 10). Así, cambió su afán de reconstruir las iglesias por la vida austera y la prédica del Evangelio. Después de someterse a las burlas de quienes lo veían vestido casi de trapos, ahora su mensaje era escuchado con atención, y al contrario de otros grupos reformadores de la época, el suyo no era un mensaje de descalificaciones ni anatemas.
En unos meses sus discípulos fueron once: Bernardo di Quintavalle, Pedro Catani, Gil, Morico, Bárbaro, Sabbatino, Bernardo Vigilante, Juan de San Constanzo, Angelo Tancredo, Felipe y Giovanni de la Capella.
Bajo la pobreza que Francisco predicaba y pedía, los frailes hacían sus labores diarias atendiendo leprosos, empleándose en faenas humildes para los monasterios y casas particulares, y trabajando para granjeros. Pero las necesidades cotidianas hacían la colecta de limosna inevitable, labor que Francisco alentaba con alegría por haber elegido el camino de la pobreza. Comenzó también la expansión del mensaje evangélico, y para ello los estimuló a viajar de dos en dos.

### Audiencia ante el papa para la aprobación de la regla

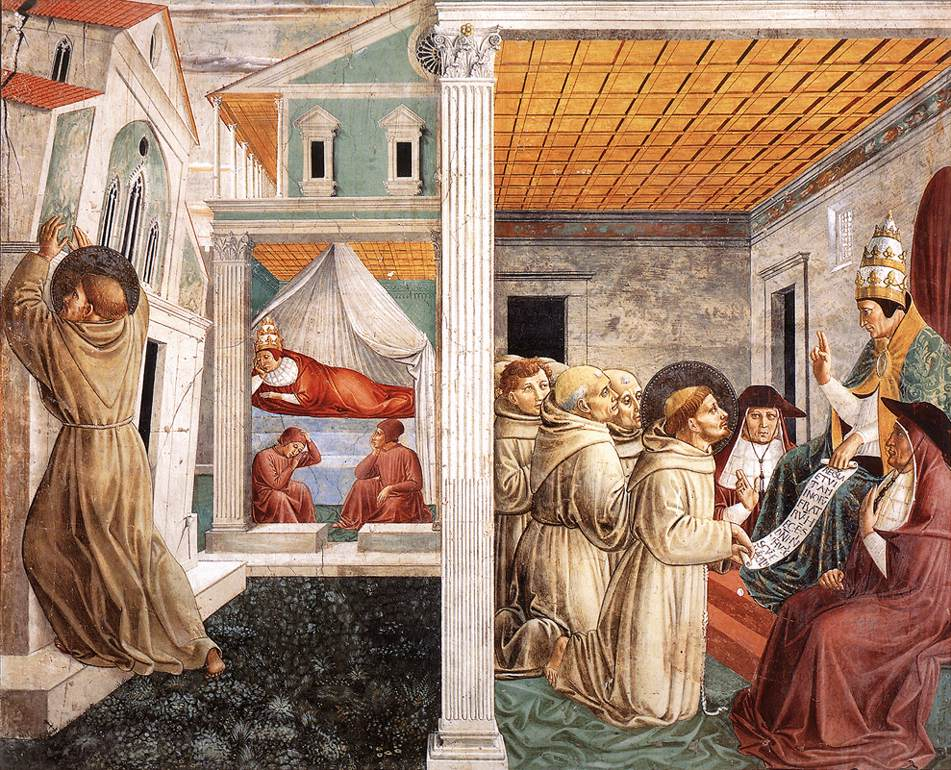
La aprobación de la Regla franciscana por Inocencio III, fresco de Benozzo Gozzoli (1452), conservado en el complejo de Museos de San Francisco en Montefalco (Italia). Cuando Francisco se presenta ante el papa Inocencio III, el pontífice da una aprobación oral de la misma, a este primer documento se le conoce como Porpositum o Primera regla

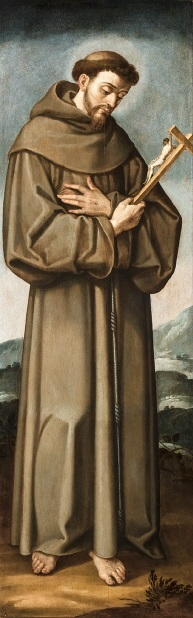
Francisco de Asís, de Francisco Pacheco (Museo de Bellas Artes de Sevilla)

Hacia abril o mayo de 1209, Francisco decidió presentarse ante el papa Inocencio III para que le aprobara la primera regla de la Orden. Con ese fin, él y sus acompañantes emprendieron el viaje a Roma.
Fue bajo la intervención del obispo Guido de Asís como pudo tener audiencia con el papa. Este y ciertos cardenales objetaban el programa franciscano por el peligro de crear otra organización nueva, debido a los movimientos anticlericales de la época y a la falta de una mínima base material de la orden; pero bajo la influencia del cardenal Juan de San Pablo y su apoyo, Francisco pudo tener una nueva audiencia para que se considerara la aprobación de su hermandad de pobres.
El papa por fin aprobó la regla verbalmente, al convencerse de que la ayuda de un hombre como Francisco reforzaría la imagen de la Iglesia con su prédica y su práctica del Evangelio. No se conoce el contenido de esta primera regla. Fue por esta época (seis años después de su conversión según Tomás de Celano) cuando fundó, junto con Clara de Asís, la llamada segunda orden.

### Rivotorto
Camino de vuelta a Asís, él y sus acompañantes se ubicaron en un lugar llamado Rivotorto, donde consolidaron sus principios de vivir en la pobreza, conviviendo entre los campesinos locales y atendiendo a leprosos; desde entonces se hacían llamar a sí mismos Hermanos Menores o Frailes Menores (el nombre fundacional de la congregación es Ordo Fratrum Minorum, abreviado O.F.M.).
Después de la estadía en Rivotorto, buscó una sede para su orden; para ello pidió la ayuda del obispo Guido, pero no consiguió respuesta favorable. Fue un abad benedictino del Monte Subasio quien le ofreció la capilla de la Porciúncula y un terreno adyacente (propiamente la partecita, la porcioncita). Francisco aceptó, pero no como un regalo, sino que pagaba como renta canastas con peces.

## Crecimiento y expansión

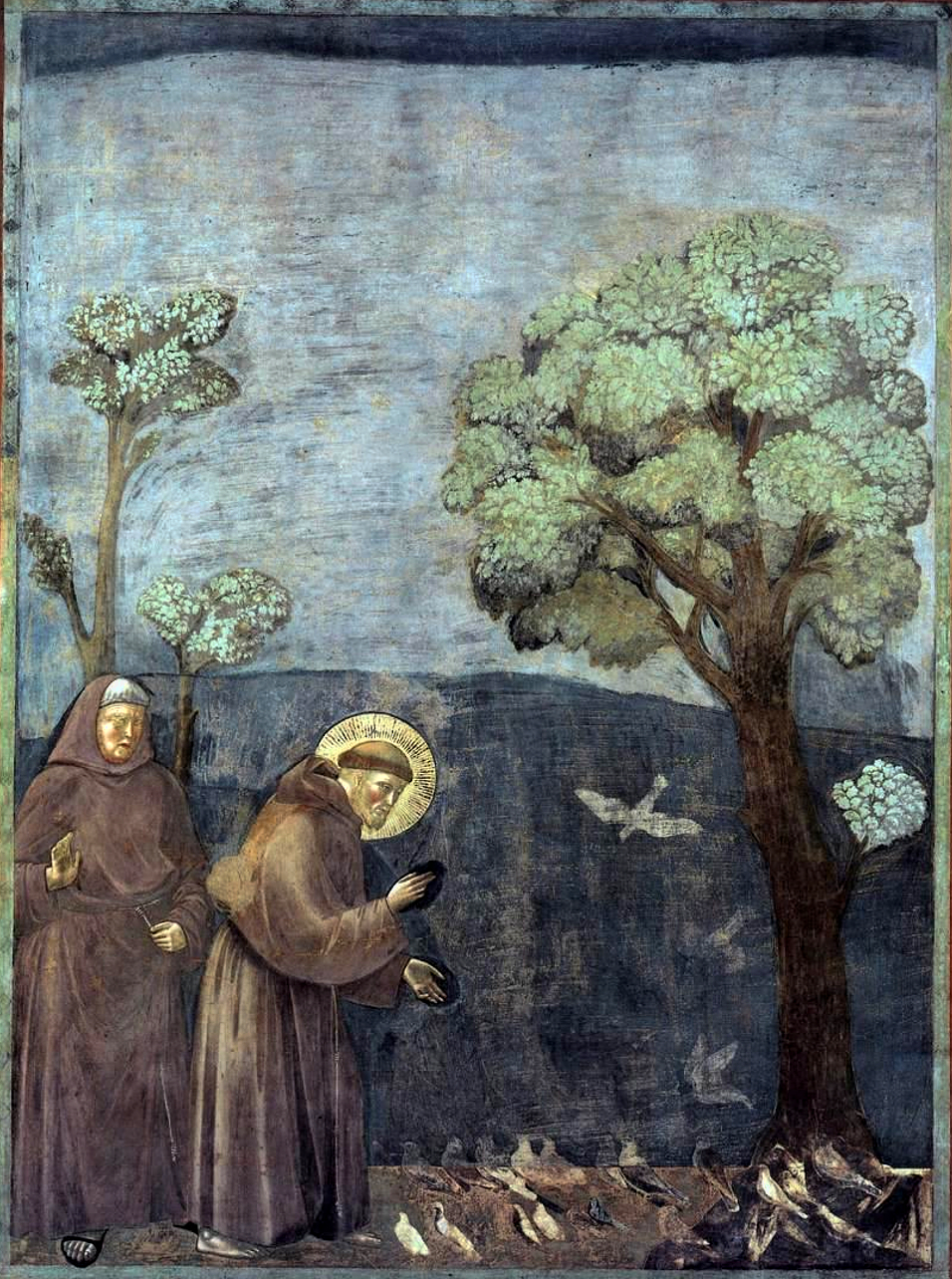
Francisco dando un sermón a las aves, fresco de Giotto en la Basílica dedicada al santo

Dentro del ánimo de la época de los viajes hacia el Este, hizo un intento de ir a Siria para la expansión del Evangelio en la tierra de los llamados «infieles». Esto sucedió probablemente a finales de 1212 y nuevamente en 1214. Ambas empresas se frustraron.
Antes de 1215 el número de frailes se había incrementado, no solo en Italia sino en el sur de Francia y en los reinos de España. Viajaban los franciscanos de dos en dos y convivían con la gente común; además, establecían ermitas en las afueras de las ciudades.

### Concilio de Letrán
Durante el Concilio de Letrán de 1215, la organización adquirió un fuerte estatus legal; en ese año se decretó que toda nueva orden debía adoptar la Regla de san Benito o la de san Agustín. Para los Frailes Menores no hubo necesidad de esto, por haber sido aceptados seis años antes (aunque de palabra y no oficialmente). En este concilio el papa Inocencio III tomó la letra Tau como símbolo de conversión y señal de la cruz; de ahí en adelante, el poverello fue devoto de este símbolo.
En esa época, el cardenal Ugolino de Segni les ofreció a él y a Domingo de Guzmán la posibilidad de formar cardenales de las filas de sus órdenes. Francisco, según las crónicas de Tomás de Celano, acorde con sus principios respondió: «Eminencia: mis hermanos son llamados frailes menores, y ellos no intentan convertirse en mayores. Su vocación les enseña a permanecer siempre en condición humilde. Mantenedlos así, aún en contra de su voluntad, si Vuestra Eminencia los considera útiles para la Iglesia. Y nunca, os lo ruego, les permitáis convertirse en prelados».

### Indulgencia en la Porciúncula
En 1216, bajo el pontificado de Honorio III, se promovió la indulgencia plenaria a favor de todo aquel que visitara la iglesia de Santa María de los Ángeles de Porciúncula. Obtuvo Francisco esa gracia del papa para que la peregrinación se realizara una vez al año, pero bajo fuerte oposición, puesto que pocos lugares podían disfrutar de tan alto privilegio.
A partir de 1217, organizó capítulos en el que los Frailes Menores se reunían para intercambiar experiencias; para la organización apropiada de los territorios en que los frailes se habían dispersado, organizó también provincias de evangelización.

### Viaje a Oriente

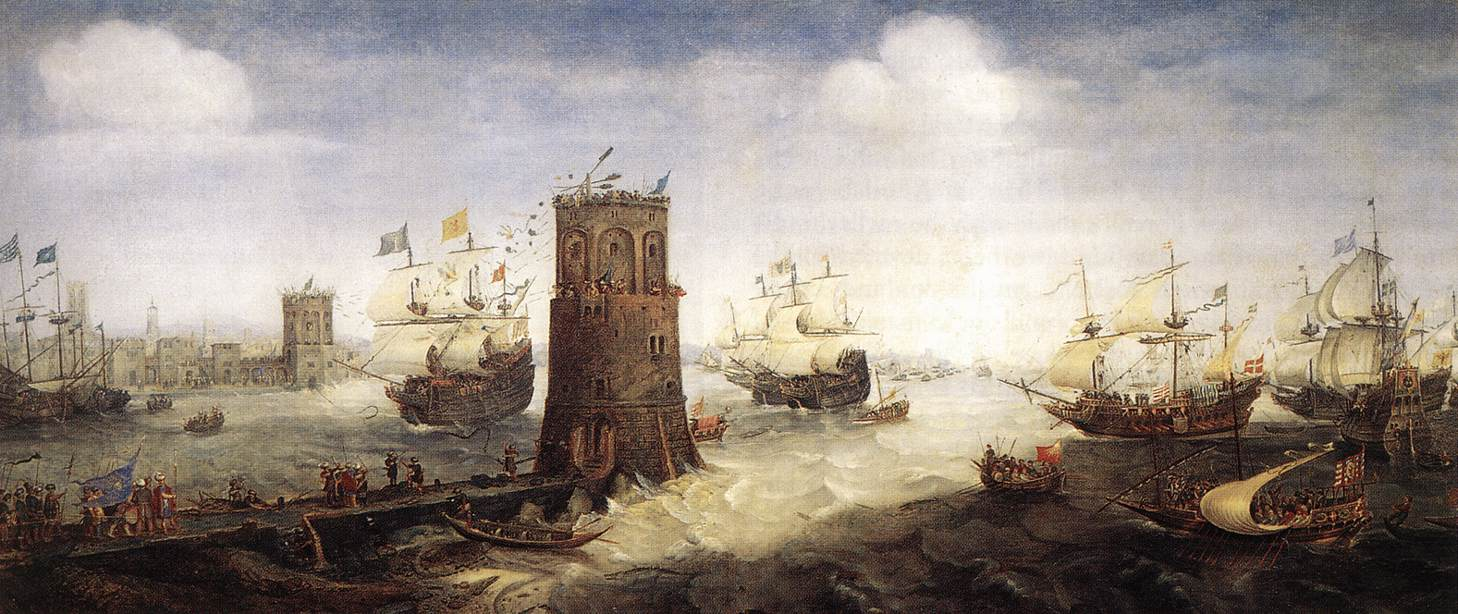
Captura de Damieta durante las cruzadas, óleo de Cornelis Claesz. van Wieringen

Hacia el capítulo de 1219, la orden tuvo sus primeras disensiones respecto de las normas de pobreza dictadas por Francisco. Algunos persuadieron al cardenal Ugolino de Segni para que hablara con él, a fin de que la orden fuera dirigida por hermanos «más sabios» y de acuerdo con reglas como la de san Benito, a lo que el poverello se opuso recalcando la forma de vida de humildad y simplicidad. La innovación que brotó de este encuentro fue la organización de misiones a las llamadas «tierras paganas».
En el contexto de la quinta cruzada (1217-1221), en 1219 se embarcó hacia el oriente, pasando por Chipre, San Juan de Acre y Damieta en el delta del Nilo, donde los cruzados estaban bajo la orden del duque Leopoldo VI de Austria. Allí, Francisco los previno de que había sido alertado por Dios de que no realizaran ningún ataque; ante sus palabras, los soldados se burlaron de él. El resultado de la siguiente batalla fue un desastre para los cruzados. Continuó su estadía y el aprecio hacia su persona crecía, incluso algunos caballeros abandonaron las armas para convertirse en frailes menores.

#### Frente al sultán de Egipto

Cuerno entregado por el sultán de Egipto a san Francisco de Asís

Tomó como misión la conversión de los musulmanes. Para ello se acompañó del hermano Illuminato para adentrarse en esas tierras; al encontrarse con los primeros soldados sarracenos fue golpeado, pero inmediatamente pidió ser llevado ante el sultán de Egipto al-Kamil al-Malik.
Según las crónicas de san Buenaventura, el poverello, en su afán de convertirlo al cristianismo, invitó a los ministros religiosos musulmanes a entrar con él en una gran fogata (equivalente a una ordalía o prueba del fuego), para así demostrar qué religión era la verdadera; los mulás rehuyeron la propuesta. Francisco ofreció entrar solo y retó al Sultán a que, si salía ileso, se convertiría al cristianismo e incitaría a su pueblo a hacerlo; el príncipe rechazó también esa posibilidad. Al final, sus pretensiones se frustraron. En reconocimiento, el sultán de Egipto entregó a Francisco un cuerno de marfil finamente tallado que habría oficiado de pasaporte en tierras musulmanas y que se conserva en la Basílica de Asís. Tiempo después, Francisco obtuvo del sultán al-Mu'azzam de Damasco, hermano de al-Kamil, permiso solo para visitar Siria y Tierra Santa.

## Crisis y reorganización
Durante su ausencia, la orden sufrió una crisis: hubo disensiones, falta de organización y desacuerdos con la ruda vida diaria. El rumor sobre la muerte de Francisco en el Oriente dio pie a implantar reformas, entre ellas ciertas medidas disciplinarias, ayunos e incluso la institución de una casa de estudio en Bolonia; muchos consideraron estos cambios contrarios a la idea original del fundador. Enterado de estos sucesos, Francisco fue ante el papa Honorio III y le rogó que designara al cardenal Ugolino de Segni para reorganizar la orden.
Las nuevas disposiciones tuvieron un nuevo Ministro General, Elías Bombarone, y una nueva regla, la de 1221 (Regla no bulada) que entre otros temas trató el año de noviciado, la prohibición del vagabundeo y de la desobediencia ante órdenes contrarias a los principios franciscanos.

### La tercera orden
Ante el incremento de las vocaciones y el peligro de inclusión de gente de dudosa vocación espiritual, nació la llamada Venerable Orden Tercera, para permitir a hombres y mujeres laicos vivir el Evangelio tras las huellas de Francisco. Obtuvo su estatus legal en 1221 también con la ayuda del cardenal Ugolino de Segni. Es en posteriores escritos como se rescata su contenido, porque el original se perdió. Consistía de trece capítulos en los que se reglamentaba la santificación personal de los terciarios, su vida social y la organización de la nueva fraternidad.
Bajo influencia nuevamente de dicho cardenal, la orden reabrió el convento de Bolonia para el estudio, a pesar de la convicción de Francisco de la primacía de la oración y la prédica de los Evangelios por sobre la educación formal.

### La regla definitiva

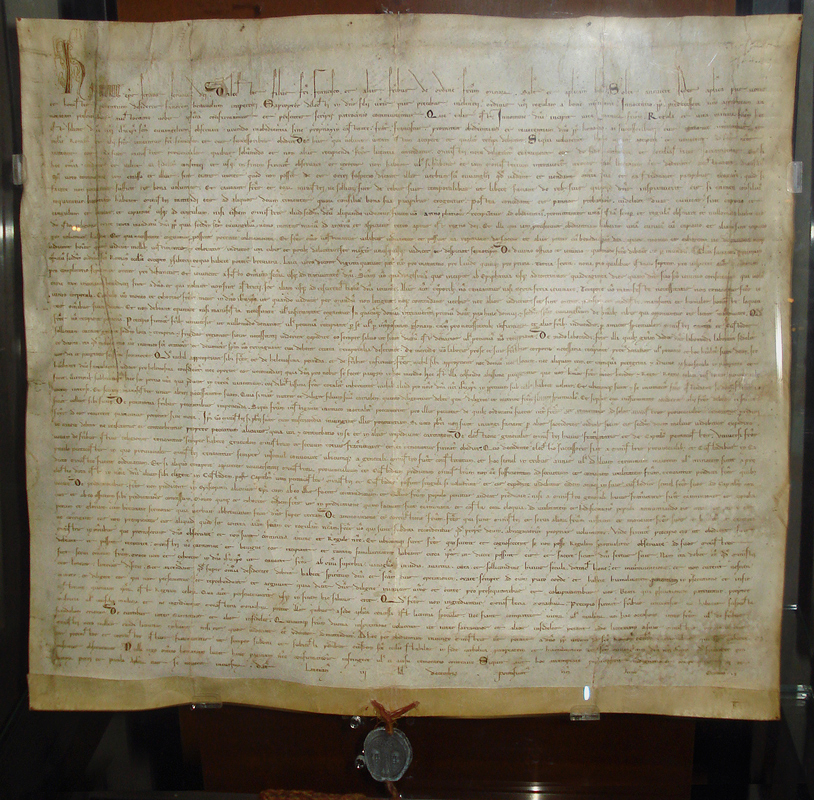
La regla definitiva

Bajo la insistencia de ministros de la orden, fue obligado a redactar una nueva regla, ya que ciertos opositores a la entonces vigente consideraban que le faltaba consistencia y definición, y que eso le impedía obtener una definitiva aprobación por parte de la Santa Sede. Nuevamente aceptó las exigencias. Para ello se retiró dos veces a la ermita de Fonte Colombo cerca de Rieti, a redactar una definitiva regla bajo ayuno y oración. El 29 de noviembre de 1223, con otra participación del cardenal Ugolino de Segni, la regla tuvo su forma definitiva y fue aprobada por el papa Honorio III.

## Navidad en Greccio
Terminada la labor de aprobación de la regla definitiva, Francisco decidió retornar a Umbría. Debido a la cercanía de la Navidad, a la que él tenía especial aprecio, quiso celebrarla de manera particular ese año de 1223; para ello convidó a un noble de la ciudad de Greccio, de nombre Juan, a festejar el nacimiento de Jesucristo en una loma rodeada de árboles y llena de cuevas de un terreno de su propiedad.
Pretendió que la celebración se asemejara lo más posible a la natividad de Jesús de Nazaret, y montó un pesebre con animales y heno; pobladores y frailes de los alrededores acudieron a la misa en procesión. Allí el poverello asistió como diácono y predicó un sermón. Aunque no fue la primera celebración de este tipo, es considerada un importante acontecimiento religioso, una fiesta única. Asimismo, se considera que en esa celebración, san Francisco inventó los nacimientos, pesebres o belenes, escenificaciones plásticas del nacimiento de Cristo.

## Los estigmas

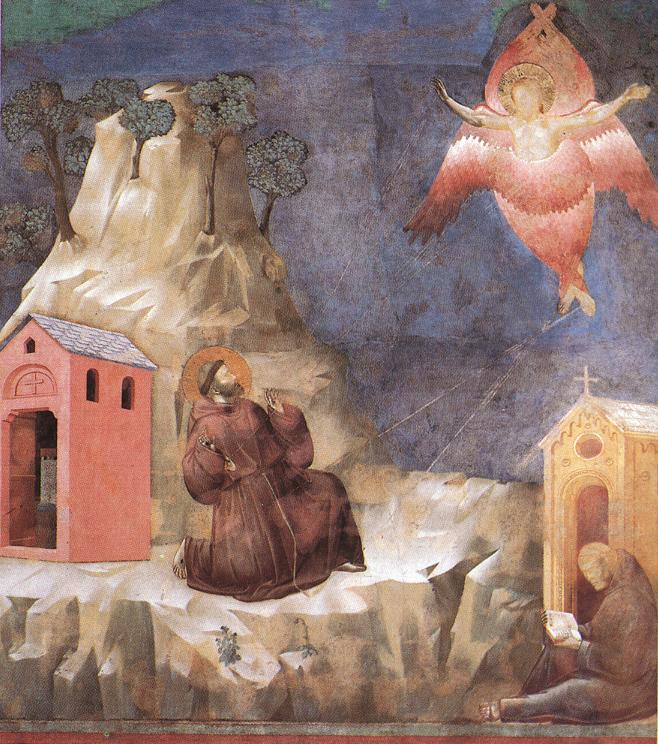
La estigmatización (fresco en la Basílica de San Francisco)

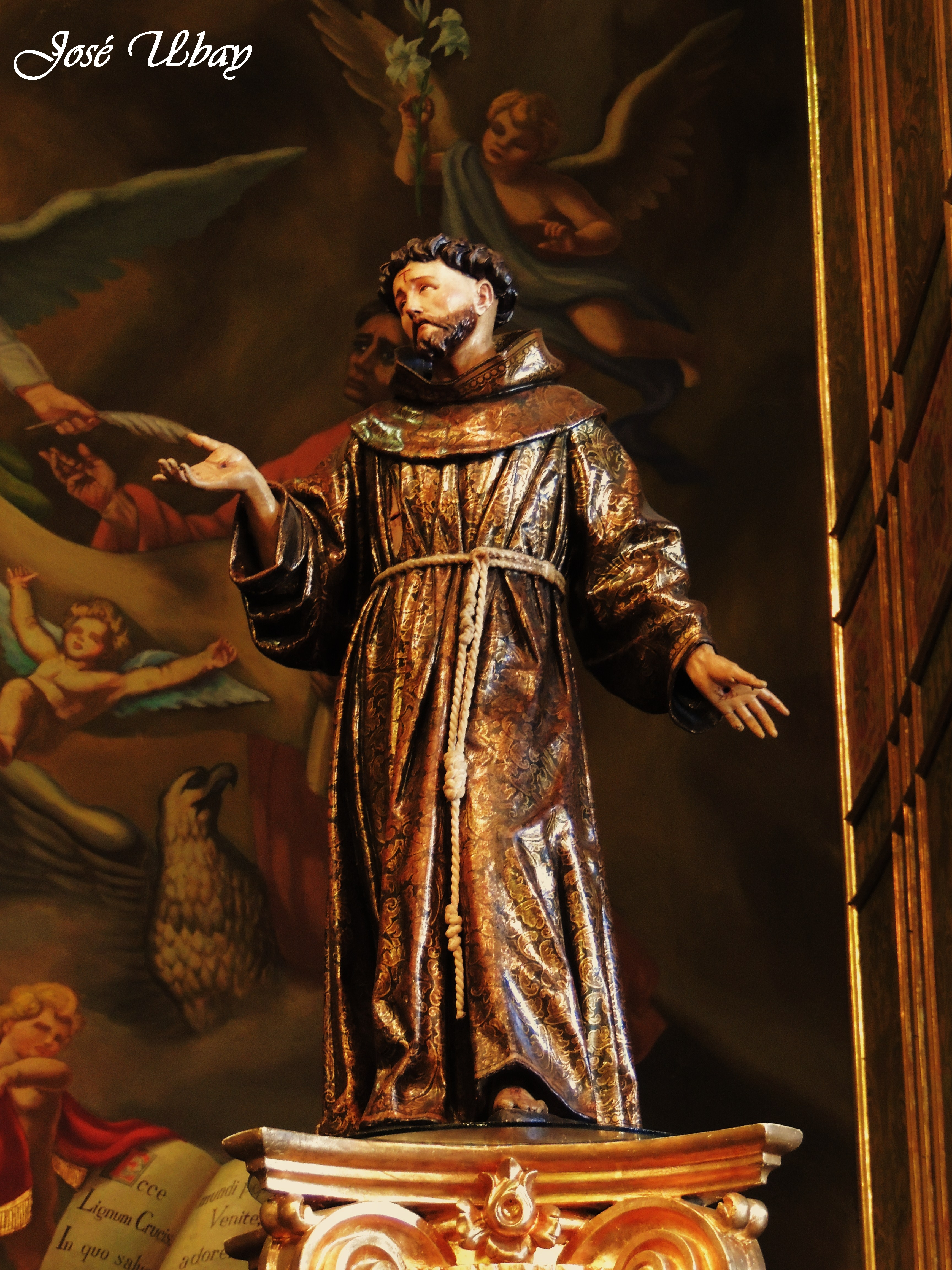
San Francisco de Asís recibiendo los estigmas según José de Arce, imagen del, titular de la Parroquia de San Francisco de Asís y Santuario Mariano de Nuestra Señora de la Soledad, Las Palmas de Gran Canaria, Canarias

San Francisco en oración, círculo de Francisco de Herrera el Viejo

En junio de 1224, Francisco asistió al que fue su último capítulo general de la orden. Hacia principios de agosto, decidió hacer un viaje a un lugar aislado llamado Monte Alvernia, a unos 160 kilómetros al norte de Asís; escogió para este viaje a algunos de sus compañeros: León, Angelo, Illuminato, Rufino y Masseo, a quien el poverello puso al mando del grupo.
Estando en la cima, fue visitado por el conde Orlando de Chiusi, quien llevaba provisiones a los hermanos. Francisco le pidió construirle una cabaña a manera de celda, donde después se aisló. La oración ocupó un lugar central en la vida de Francisco; para ello buscaba la vida eremítica, el silencio y soledad interior. Reforzaba sus plegarias postrándose, ayunando, e incluso, gesticulando.
En ese lugar, fray León fue testigo de los actos de su soledad: lamentos por el futuro de la orden y estados de éxtasis. Al saber que era espiado, decidió irse a un sitio más apartado en una saliente de montaña. En la fiesta de la Asunción, Francisco decidió hacer un ayuno de cuarenta días. Por órdenes del poverello, fray León lo visitaba dos veces para llevarle pan y agua. Según los relatos que recogieron los testimonios de León, este fue testigo de la aproximación y alejamiento de una bola de fuego que bajaba del cielo; por este prodigio, Francisco le comentó que algo grande estaría por ocurrir. Le hizo abrir tres veces el misal para encontrar respuesta, y las tres veces se abrió en la historia de la Pasión de Jesús.
Probablemente el 14 de septiembre de 1224, oró para recibir dos gracias antes de morir: sentir la Pasión de Jesús, y una enfermedad larga con una muerte dolorosa. Después de intensas oraciones, entonces en un trance profundo —según relato de San Buenaventura— supuestamente se le presentó un serafín rodeado por seis alas angélicas, y le imprimió las señales de la crucifixión en las manos, los pies y el costado; posteriormente, sus hermanos vieron los estigmas de Francisco, que él conservó por el resto de su vida. Sin embargo, se dice que Francisco —al igual que otros santos estigmatizados— hizo todo lo posible para ocultarlos a la vista de los demás por considerarse indigno, no del dolor que sentía, sino de ser portador de las señales de la Pasión de Cristo. Por eso, fue desde entonces con las manos metidas entre las mangas del hábito, y con los pies cubiertos por medias y zapatos.

## Fallecimiento

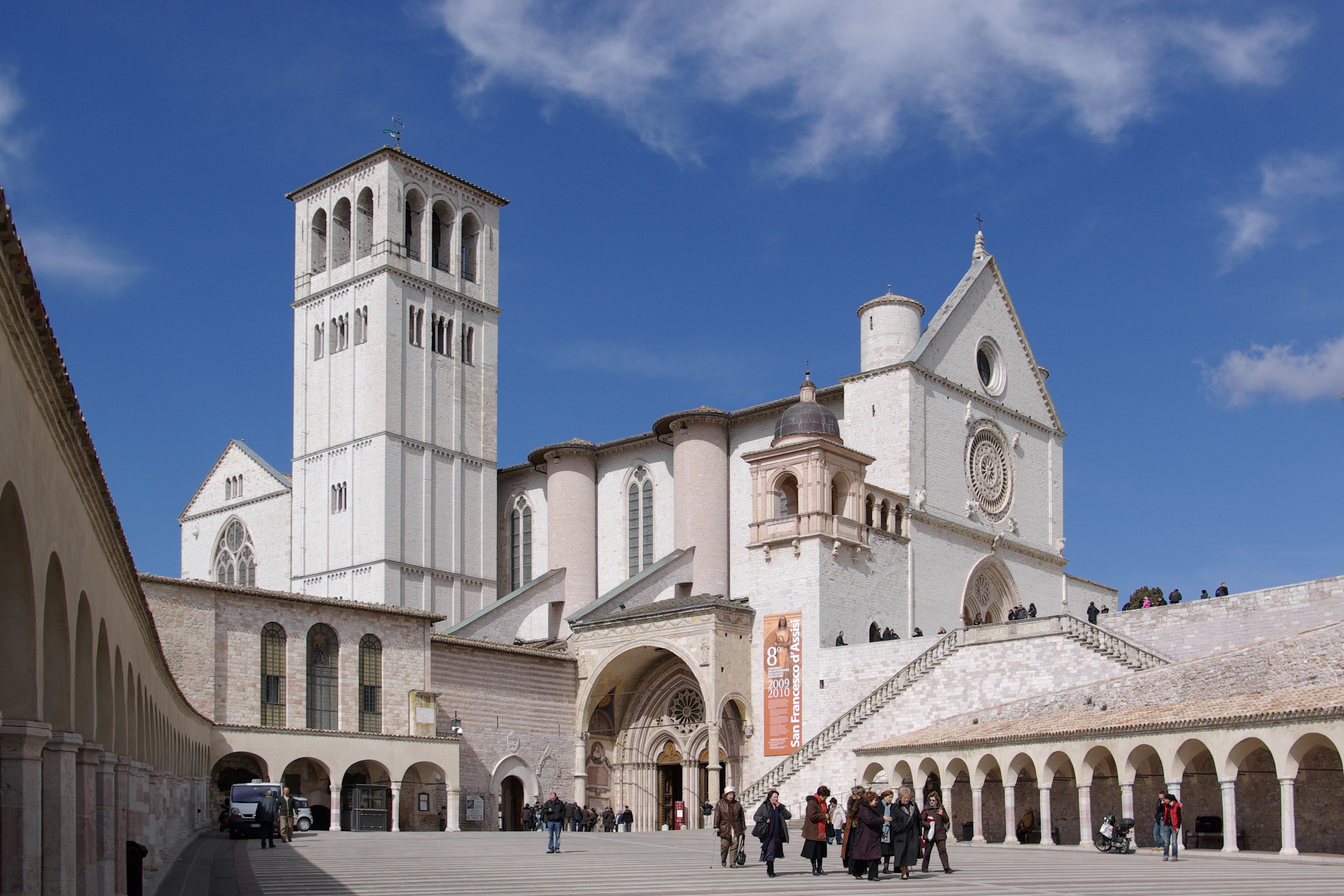
Basílica de San Francisco

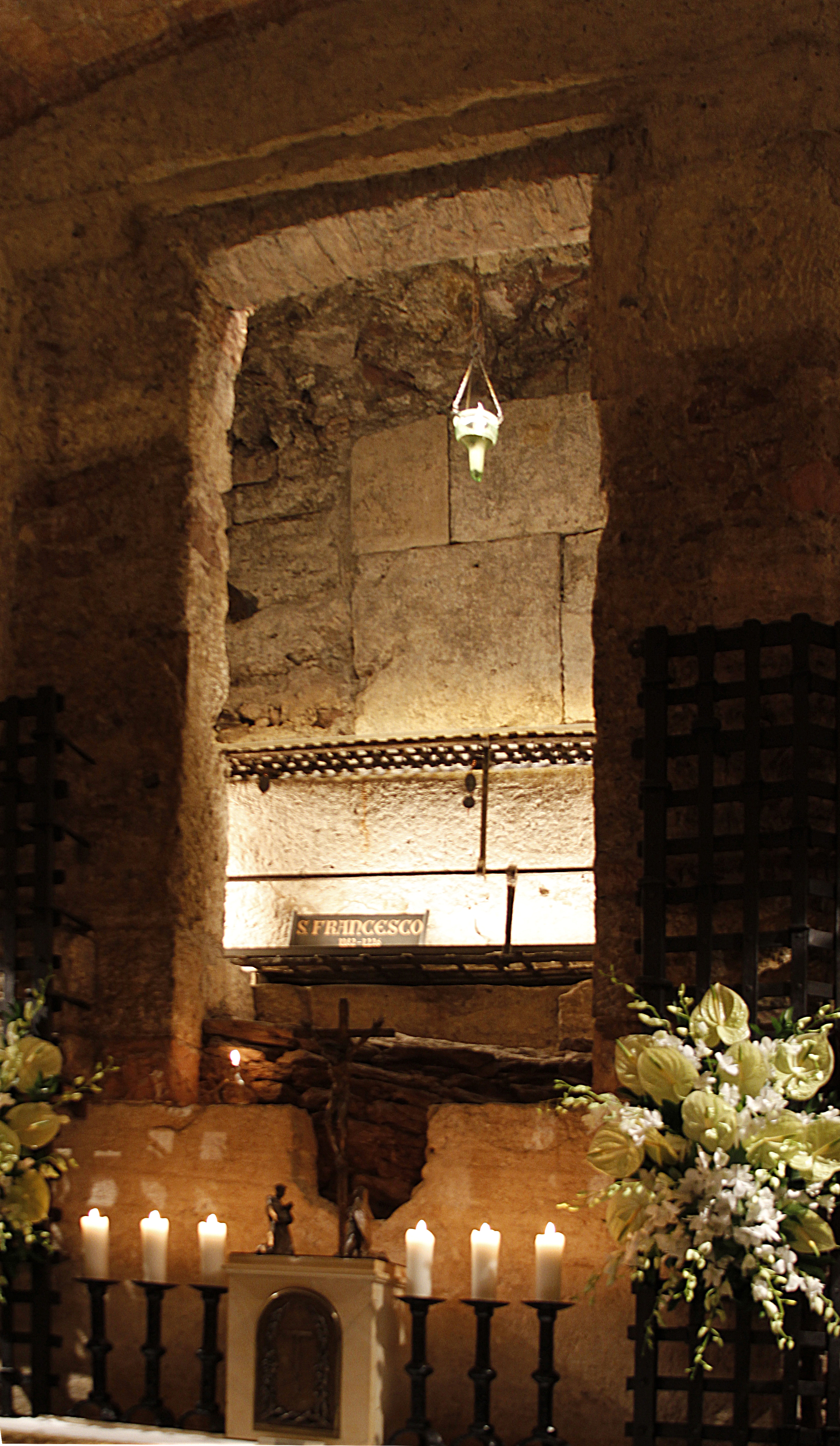
La tumba de Francisco en Asís

Retornó a la Porciúncula acompañado solo por León; en su camino hubo muestras de veneración al estigmatizado, aparentemente su acompañante hacía saber a todos acerca del prodigio. Mientras tanto, su salud —que desde mucho tiempo antes nunca fue buena del todo— empeoraba: El sangrado de sus heridas lo hacía sufrir constantemente. En el verano de 1225 pasó un tiempo en San Damián bajo el cuidado de sus allegados. Durante esta temporada compuso el Cántico de las criaturas, que hizo también cantar a sus compañeros.
Se encaminó luego a Rieti, rodeado del entusiasmo popular por tocarlo o arrancar algún pedacito del paupérrimo sayo que vestía, y se instaló en el palacio del obispo. Después se hospedó en Fonte Colombo, donde fue sometido a tratamiento médico, que incluyó cauterizar con un hierro ardiente la zona desde la oreja hasta la altura de la ceja de uno de sus ojos; según los relatos, Francisco no sintió dolor al «platicar» con el fuego para que no lo dañara. Otro intento para ser tratado por renombrados médicos fue hecho en Siena, sin buen resultado. Deseó volver a la Porciúncula a pasar sus últimos días; arribó a Asís y fue llevado al palacio del obispo y resguardado por hombres armados, puesto que la localidad estaba en estado de guerra. En su lecho escribió su Testamento. En sus últimos momentos entonó nuevamente su Cántico al Hermano Sol —al que agregó un nuevo verso dedicado a la hermana Muerte— junto con Angelo y León. De acuerdo con su último deseo, fue encaminado a la Porciúncula, donde se estableció en una cabaña cercana a la capilla. Murió el 3 de octubre de 1226 a la edad de 44.
Así relata san Buenaventura la verificación de las llagas de Francisco después de su muerte:

Al emigrar de este mundo, el bienaventurado Francisco dejó impresas en su cuerpo las señales de la Pasión de Cristo. Se veían en aquellos dichosos miembros unos clavos de su misma carne, fabricados maravillosamente por el poder divino y tan connaturales a ella, que, si se les presionaba por una parte, al momento sobresalían por la otra, como si fueran nervios duros y de una sola pieza. Apareció también muy visible en su cuerpo la llaga del costado, semejante a la del costado herido del Salvador. El aspecto de los clavos era negro, parecido al hierro; mas la herida del costado era rojiza y formaba, por la contracción de la carne, una especie de círculo, presentándose a la vista como una rosa bellísima. El resto de su cuerpo, que antes, tanto por la enfermedad como por su modo natural de ser, era de color moreno, brillaba ahora con una blancura extraordinaria. Los miembros de su cuerpo se mostraban al tacto tan blandos y flexibles, que parecían haber vuelto a ser tiernos como los de la infancia. Tan pronto como se tuvo noticia del tránsito del bienaventurado Padre y se divulgó la fama del milagro de la estigmatización, el pueblo en masa acudió en seguida al lugar para ver con sus propios ojos aquel portento, que disipara toda duda de sus mentes y colmara de gozo sus corazones afectados por el dolor. Muchos ciudadanos de Asís fueron admitidos para contemplar y besar las sagradas llagas. Uno de ellos llamado Jerónimo, caballero culto y prudente además de famoso y célebre, como dudase de estas sagradas llagas, siendo incrédulo como Tomás, movió con mucho fervor y audacia los clavos y con sus propias manos tocó las manos, los pies y el costado del Santo en presencia de los hermanos y de otros ciudadanos; y resultó que, a medida que iba palpando aquellas señales auténticas de las llagas de Cristo, amputaba de su corazón y del corazón de todos la más leve herida de duda. Por lo cual desde entonces se convirtió, entre otros, en un testigo cualificado de esta verdad conocida con tanta certeza, y la confirmó bajo juramento poniendo las manos sobre los libros sagrados.
San Buenaventura, Leyenda Mayor de San Francisco 15,4

Al día siguiente, el cortejo fúnebre se encaminó hacia San Damiano y después a San Giorgio, donde fue sepultado. Sus restos se encuentran en la Basílica de San Francisco en Asís. El papa Gregorio IX —el excardenal Ugolino de Segni— lo canonizó mediante la bula Mira circa nos el 16 de julio de 1228, meses antes del segundo aniversario de su muerte; su canonización se relata con gran detalle en la Vita Prima de Tommaso da Celano.

## Oración y prédica

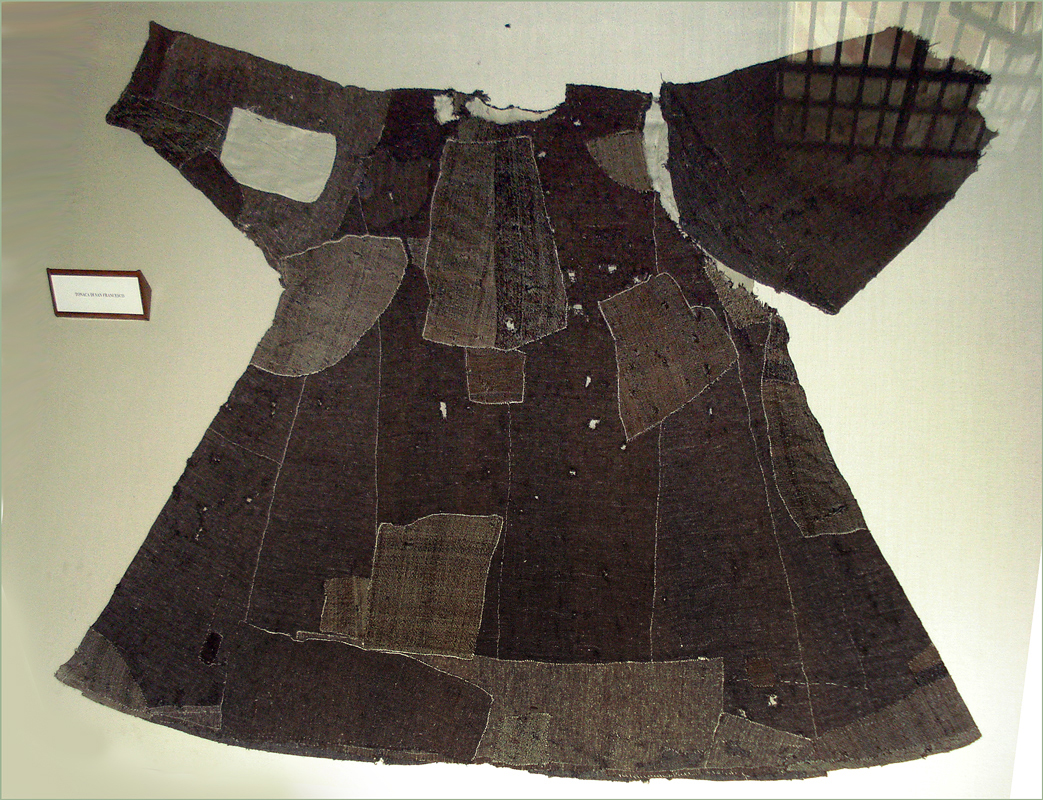
Hábito de san Francisco

Al no ser sacerdote, en vez de dar doctrina, practicaba una predicación exhortativa, esto es, incitaba a la conversión y a vivir una vida evangélica; predicaba también con el ejemplo, con su estilo de vida aliada a la pobreza. Su manera de predicar era por medio de laudas, o alabanzas, con el objetivo de llamar la atención de los hombres a honrar al Ser Supremo.
Según Tommaso da Celano, su primer biógrafo:

Cuando, estando en público, se sentía de pronto afectado por visitas del Señor, para no estar ni entonces fuera de la celda hacía de su manto una celdilla … Siempre encontraba la manera de ocultarse a la mirada de los presentes … hasta el punto de orar entre muchos sin que lo advirtieran en la estrechez de la nave.

## Escritos de Francisco de Asís y primeras biografías

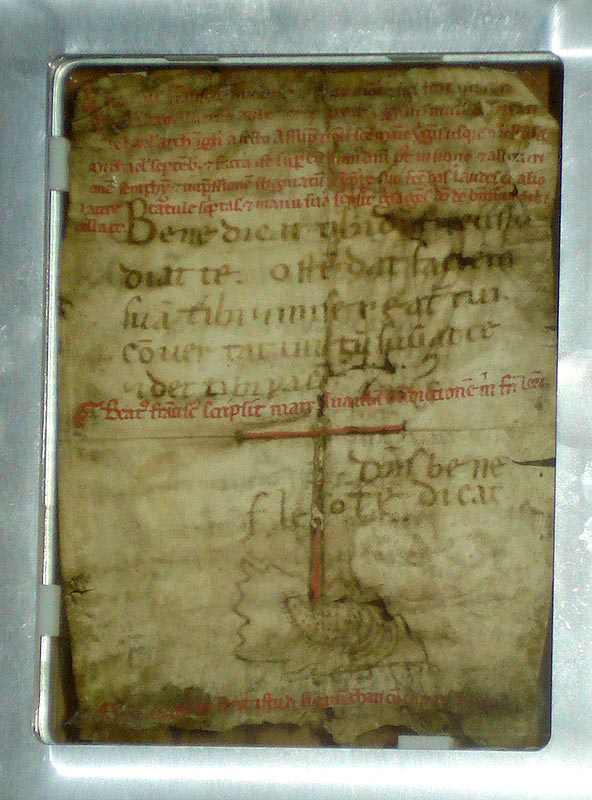
Bendición a fray León.

Entre los escritos reconocidos de Francisco de Asís están:
- Cántico de las criaturas
- Alabanzas en todas las horas
- Carta a toda la orden
- Bendición a fray León
- La verdadera alegría
- Carta a las autoridades, etc.

Primeras biografías, con fechas probables de autoría:
- Leyenda primera (Legenda Prima), de Tommaso da Celano (1228-1230).
- Espejo de perfección (Speculum Perfectionis), de autor desconocido.
- Leyenda segunda (Legenda Secunda), de Tomasso da Celano (1247).
- Leyenda mayor de San Francisco (Legenda Maior), de san Buenaventura (1263).
- Leyenda de los tres compañeros (Legenda Trium Sociorum) (1270-1300).

## Personas allegadas a Francisco de Asís

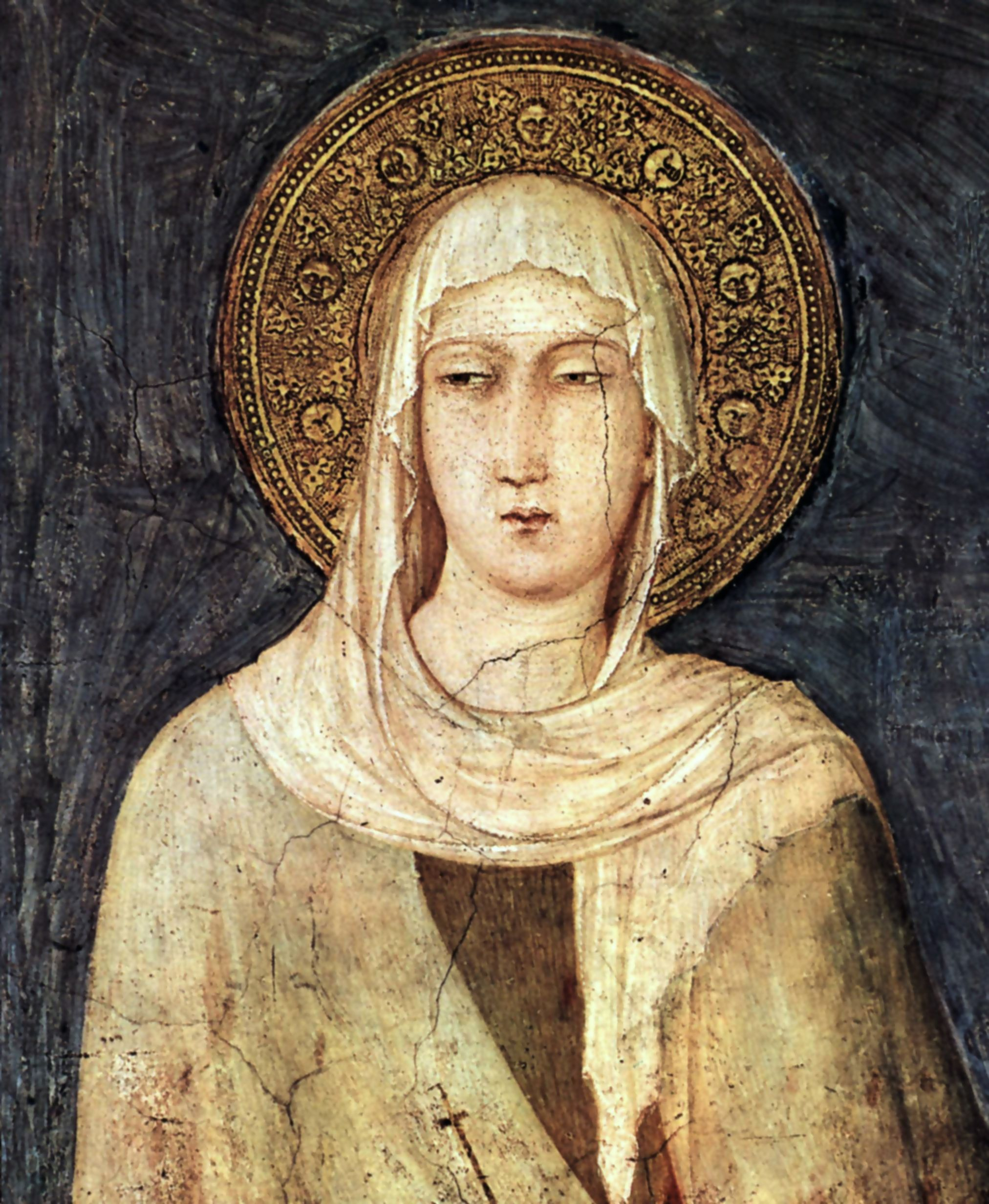
Representación de Clara de Asís, en un fresco de Simone Martini.

- Sus seguidores: Bernardo de Quintavalle (1180-1241), el primero de ellos,[75] a quien se unió el 16 de abril de 1208; Pietro Cattani, di Cattanio o di Cattaneo (h. 1180-1221), de familia noble, estudió y se convirtió en jurista; se unió a Francisco el 16 de abril de 1208; Gil o Egidio de Asís (h. 1190-1262), un agricultor, se unió a Francisco el 23 de abril de 1208 y fue uno de los más devotos seguidores de la práctica franciscana; realizó viajes a Roma, Santiago de Compostela y Tierra Santa.[76] Posteriormente, se unieron Sabbatino, Morico, Giovanni della Cappella, Filippo Longo (¿?-1259), Silvestro (llamado también Giovanni di Sanconstanzo), Barbaro, Bernardo de Vigilanzio y Angelo Tancredi (¿?-1258), completando once seguidores de Francisco.[77][78]
- Tras su visita al papa Inocencio III, se unieron los frailes Masseo (da Marignano o da Marigliano, ¿?-1280, dedicado a la guardia de las instalaciones),[79] Leone (¿?-h. 1270, muy cercano a la vida del poverello como su confesor y secretario,[80] testigo de los momentos previos a la estigmatización de Francisco; tras recibir los estigmas, Francisco le obsequió la famosa Bendición a fray León), Elia (Coppi, Elia Buonbarone o Elías de Cortona, 1178-1253; fue un jurista y político), Ginepro (h. 1190-1258, llamado por Clara el Juglar de Dios; de personalidad jovial, divertida y pintoresca;[81] según los relatos, Francisco dijo alguna vez: «Mis hermanos, si sólo tuviera un bosque lleno de Juníperos…»),[82] Tommaso da Celano (h. 1190–1260, su primer biógrafo) y Pacifico (Guglielmo Divini).[77]
- Rufino (¿?-1249), primo de Clara de Asís, de ascendencia noble, de carácter tímido y temeroso de hablar en público; junto con León y Angelo, protagonista de la Leyenda de los tres compañeros;[83] Angelo Tarlati (¿?-¿?), un militar que dejó las armas para entrar a la orden;[84] Antonio de Padua (1195-1231), llamado por Francisco «mi obispo»; de gran erudición y facilidad de palabra, fue proclamado doctor de la Iglesia en 1245.[85]
- Clara de Asís (1194-1253), nacida Clara Scifi y de familia noble, tuvo como modelo de su conversión a Francisco y lo siguió. Juntos organizaron la Segunda Orden Franciscana o hermanas clarisas. Francisco puso confianza en sus consejos.[86]
- Giacoma Frangipane de' Settesoli (h. 1190-h. 1239), conocida como Jacopa de' Settesoli o frate Jacopa, de ascendencia noble romana, y de carácter viril y enérgico, abrazó la vida religiosa al quedar viuda; al igual que Clara, fue muy apreciada por Francisco.[87]

## La figura de Francisco de Asís en las artes

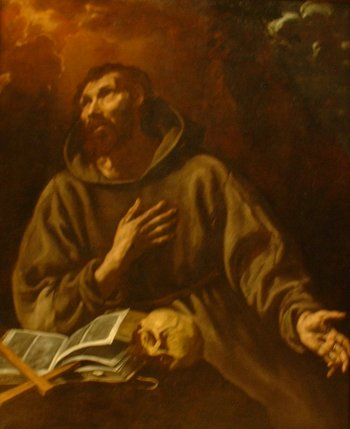
Pintura de Luis Tristán del, en el museo del Louvre.

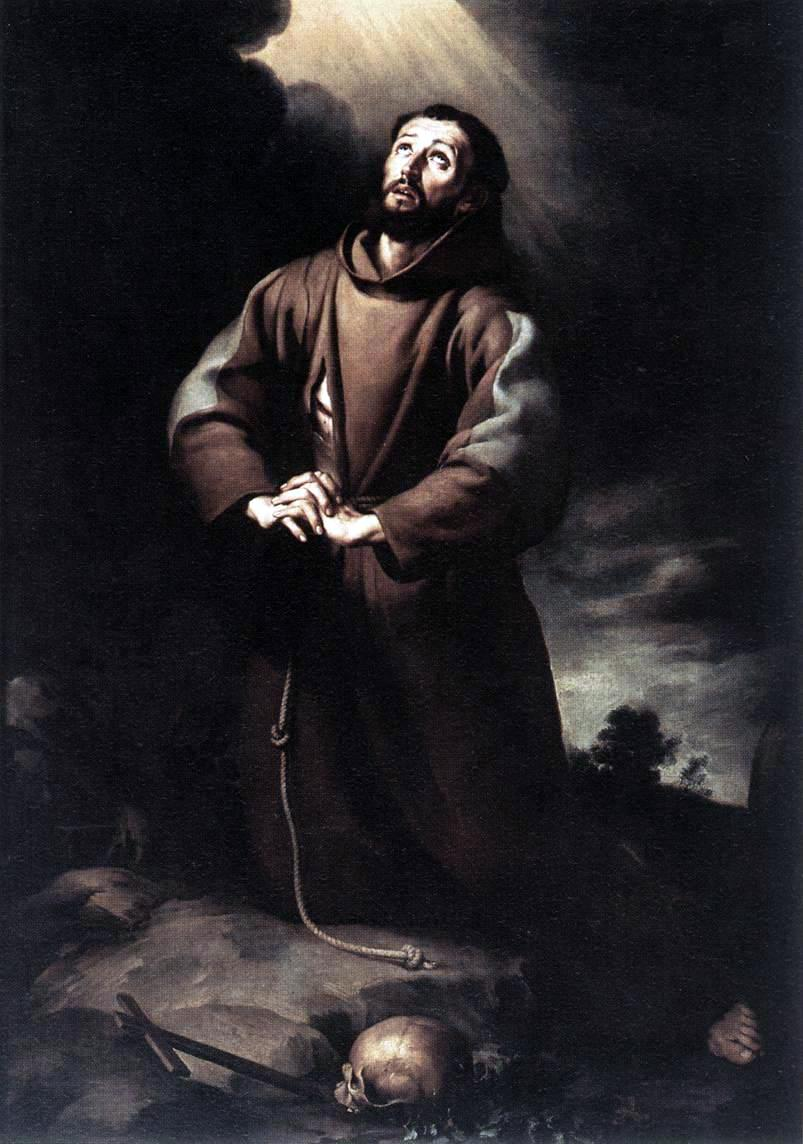
San Francisco, óleo de Murillo.

La figura del poverello ha sido objeto de las artes, a manera de ejemplo:

### En las artes plásticas
- Frescos en la Basílica de San Francisco en Asís.
- Francisco de Zurbarán dedicó parte de su obra.
- Ilustraciones de Joan Miró al Cántico del hermano sol.[88]
- Francisco Asorey, obras: San Francisco (1926), Museo Provincial de Lugo, y el Monumento a San Francisco, Santiago de Compostela (1926-1930).

### En la música
- Saint Francois d'Assise de Olivier Messiaen[89]
- San Francisco de Asís predicando a los pájaros de Franz Liszt
- Canticle of the Sun de Sofiya Gubaidúlina
- Canticle of the Sun de Tõnu Kõrvits

### En el cine y la televisión
En el cine y la televisión se han llevado a cabo largometrajes, documentales y telefilmes:
- San Francesco il Poverello d'Assisi (Italia, 1911), de Enrico Guazzoni.
- The Vision Beautiful (1912), de Selig.
- Frate Sole (Italia, 1918), de Ugo Falena y Mario Corsi.
- Assisi nel VII centenario della morte di San Francesco (Italia, 1926, documental)
- Fratefrancesco (1927), de G. Cesare Antamoro.
- San Francisco de Asís, de Alberto Gout (México, 1944)
- Francesco, giullare di Dio /Francisco, juglar de Dios (Italia, 1959), de Roberto Rossellini.
- Francis of Assisi (Estados Unidos, 1961) de Michael Curtiz, basada en el libro El mendigo alegre: historia de San Francisco de Asís de Louis de Wohl.
- El niño y el lobo (Cotolay) (1965) de José A.Nieves
- Francisco de Asís (Italia, 1966, telefilme) primera versión en blanco y negro de Liliana Cavani
- Hermano Sol, hermana Luna (Reino Unido-Italia, 1972), de Franco Zeffirelli.
- San Francisco de Asís, vida y obra (España, 1972)
- Francis of Assisi: A Search for the Man and His Meaning (Italia, 1977, telefilme)
- Saint François d'Assise (Francia, 1983, telefilme)
- Francesco (Italia-Alemania, 1989), segunda versión de Liliana Cavani.
- Francisco, el caballero de Asís (1990, dibujos animados).
- Francesco / San Francisco de Asís (Italia, 2002, telefilme), de Michele Soavi
- Cántico de las criaturas (2006), de Miguel Gomes[90]
- Chiara e Francesco / Clara y Francisco (Italia, 2007, telefilme), de Fabrizio Costa.
- Assisi: Home of St. Francis (EUA, 2007, video cortometraje)
- Caminando con Francisco (2013, documental) de Jeremy Culver.[91]
- Francesco (Italia-Alemania, 2014, miniserie televisiva), tercera versión de Liliana Cavani.[92]
- Finding Saint Francis (Reino Unido, 2015, documental)
- El sultán y el santo (2016), de Alexander Kronemer[93]
- L'ami - François d'Assise et ses frères (2016, telefilme), de los franceses Renaud Fely y Arnaud Louvet.[94]

### En la literatura
En la literatura y la poesía:
- Actus Beati Francisci et sociorum eius, compilación latina anónima realizada probablemente por Ugolino de Montegiorgio y un ayudante, frailes de las Marcas, sobre de tradiciones orales sobre los hechos y milagros del santo y sus monjes de fines del siglo XIII; 24 pasajes especialmente hermosos y edificantes de esta obra fueron escogidos para traducirlos al toscano en el siglo XIV, ampliados con otros materiales, con el título de Fioretti o Florecillas de San Francisco.[95]
- San Francisco de Asís, G. K. Chesterton.
- San Francisco de Asís, Emilia Pardo Bazán.
- El pobre de Asís, Nikos Kazantzakis.
- La segunda vida de Francisco de Asís, José Saramago.
- Motivos de San Francisco, Gabriela Mistral.
- Lirio Franciscano, Ramón María del Valle Inclán.
- A San Francisco de Asís, Torquato Tasso.
- Los motivos del lobo, Rubén Darío.
- Relato del beso al leproso, Juana de Ibarbourou.
- Laudas, Jacopone da Todi.
- La Divina Comedia (El Paraíso, Canto XII), Dante Alighieri.

#### Florecillas

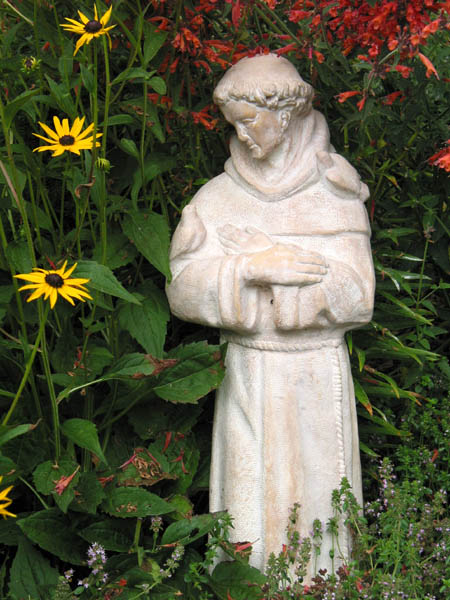
Estatua de jardín de San Francisco de Asís, con las tórtolas a las que salvó de morir

Los Fioretti —de autor anónimo— son una recopilación de hechos de Francisco, de algunos de los frailes que lo acompañaban y de san Antonio de Padua. Escritas en la segunda mitad del siglo XIV, no constituyen una biografía sino una exaltación de las virtudes del poverello y de su vida simple para edificación del lector.
Por ejemplo, en la historia de Cómo Francisco libró de un lobo feroz a la ciudad de Gubbio, el poverello fue a buscar a la fiera que atacaba a los habitantes de la localidad. Logró hacer un pacto con él al «convencerlo» de no seguir sus fechorías a cambio que los pobladores le darían el sustento que necesitaba. La bestia puso una pata delantera sobre la mano de Francisco en señal de asentimiento. Logró convivir con la gente y murió dos años después de viejo.
Otros: Cómo San Francisco fue a convertir al sultán de Babilonia, Cómo un joven regaló unas tórtolas a San Francisco …, Cómo San Francisco sanó a un leproso de alma y cuerpo, etc.
Tradicionalmente contiene 53 capítulos; a través del tiempo se agregaron otros relatos que tienen como protagonistas a los frailes Junípero y Gil. De este último hay unos denominados «Doctrina y dichos». Otros narran la estigmatización del santo católico.

## Repercusiones en la actualidad

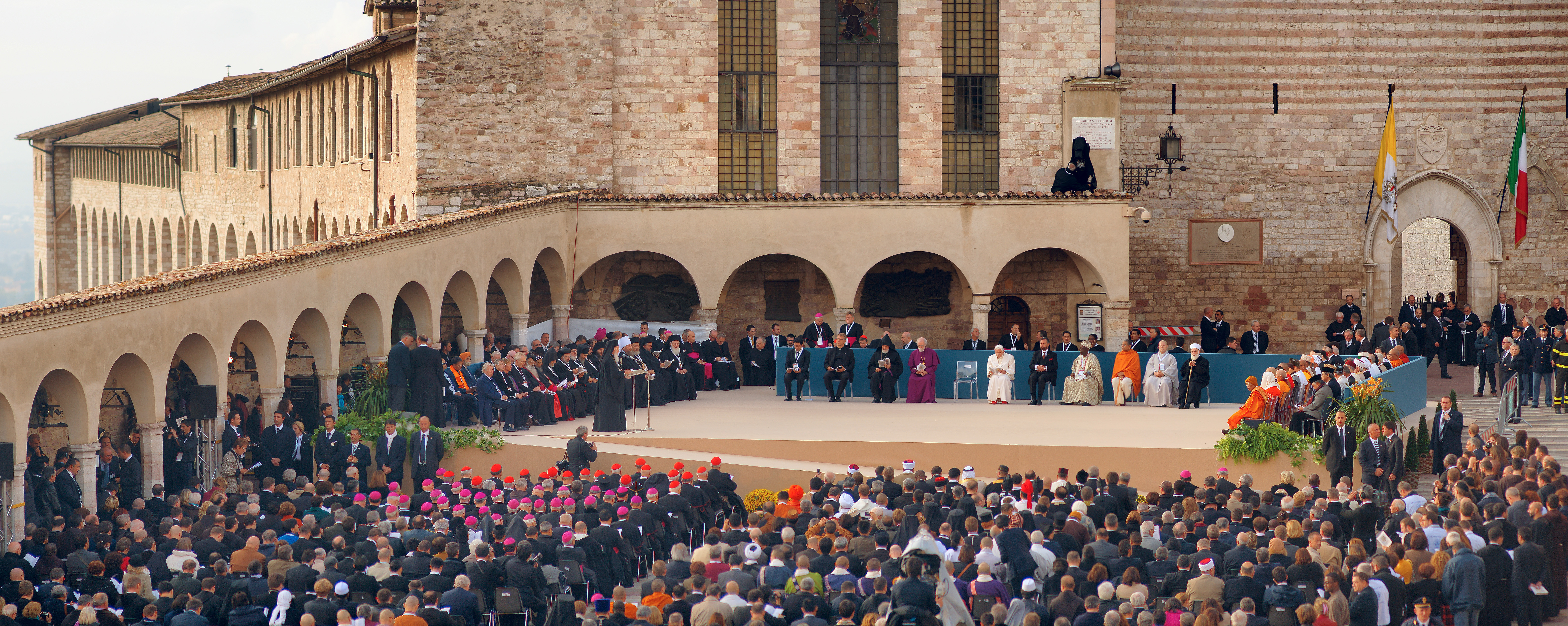
4.ª Jornada mundial de oración por la paz realizada en Asís, Italia, el 27 de octubre de 2011, ejemplo de encuentro de diálogo interreligioso

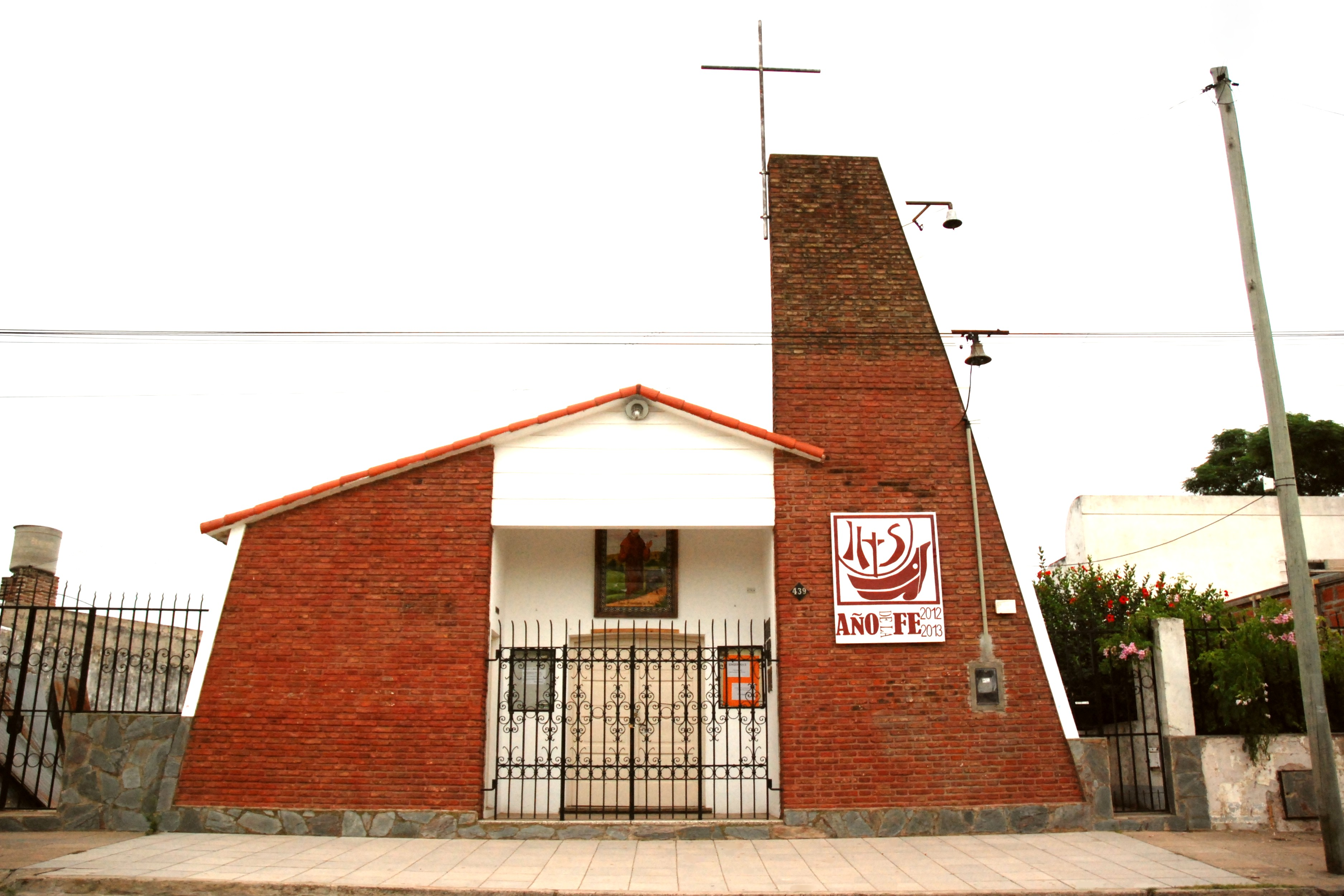
Parroquia San Francisco de Asís en Junín, Argentina

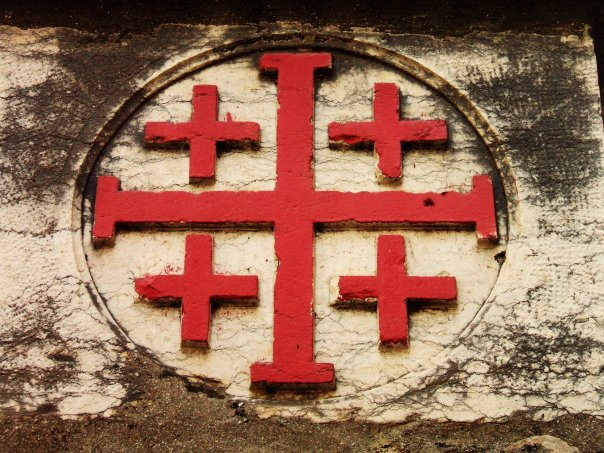
Cruz de la Custodia de Tierra Santa. Los franciscanos son los custodios de los Santos Lugares

- Francisco ha quedado como aquel que, en su espíritu de pobreza y desprendimiento, probablemente más se pareció a Jesús en la historia de la cristiandad.[8][10] El «Pobre de Asís» sigue conmoviendo por su capacidad de reconciliación con todo y con todos, respetado no solo por creyentes de todas las religiones, sino también por no creyentes.[9]
- Es, quizás, el santo más ecuménico, razón por la cual se realizaron encuentros interreligiosos mundiales en Asís, la «ciudad de Francisco».
- Por su devoción a los animales como criaturas de Dios, ha sido abrazado por la cultura del escultismo particularmente por la relación hacia los lobos. Es el patrono de los veterinarios y de los profesionales relacionados con bosques y forestas (ingenieros de montes, ingenieros forestales, agentes y guardas forestales, y otros cuerpos similares) y, por extensión, de los movimientos ecologistas que empeñan sus esfuerzos en el cuidado de la naturaleza y del ambiente.
- El mundo cristiano está lleno de iglesias y de altares dedicados a él y por él su nombre, antes bastante raro, se hizo habitual en toda Europa. Pío XII lo proclamó, con Catalina de Siena, patrono de Italia el 18 de junio de 1939.[98] Tiene numerosos epónimos de ciudades o localidades (la capital de la República del Ecuador, formalmente llamada San Francisco de Quito o la ciudad de San Francisco en los Estados Unidos, por ejemplo).
- Aunque algunos sostienen que la creación del pesebre es anterior a Francisco, fue sin dudas él quien popularizó el Nacimiento o escena del nacimiento de Jesús. Al entrar a rezar en la ermita de Greccio en la Navidad de 1223, Francisco sintió el deseo de representar en vivo el nacimiento del Niño Jesús, y ese hecho fue decisivo en la universalización de esa tradición. En 1986, a petición de las asociaciones belenistas de todo el mundo, el papa Juan Pablo II proclamó patrono universal del "Belenismo" a san Francisco de Asís.
- Francisco no fue el creador de la llamada Oración de la paz de san Francisco («Señor, hazme un instrumento de tu paz...»), poema francés publicado en 1912 y atribuido al fraile italiano desde 1916 hasta fines del siglo XX. Sin embargo, se la considera una síntesis hasta el presente anónima del ideario vivido por el «santo de Asís».[99]
- En virtud de la devota peregrinación de san Francisco a Oriente, y de su voluntad de reconciliar a todos los hombres, los franciscanos son custodios de los Santos Lugares. La presencia franciscana en Tierra Santa, que con diversas vicisitudes se ha mantenido siempre, adquirió estabilidad y carácter oficial de parte de la Iglesia en 1342, año en que el papa Clemente VI promulgó dos bulas: Gratias agimus y Nuper carissimae, en las que encomendó a la Orden Franciscana la "custodia de los Santos Lugares". Cuando, en 1992, se cumplieron los 650 años de tales bulas, Juan Pablo II envió al ministro general de la orden un mensaje de felicitación a la vez que de exhortación a perseverar en el encargo recibido de la Iglesia.
- El papa Francisco (1936-2025) eligió este nombre en honor a san Francisco de Asís el 13 de marzo de 2013.[100] La segunda encíclica de su pontificado, Laudato si’ (en español, Alabado seas), que tiene por tema central la conservación del ambiente con particular énfasis en la búsqueda de una «ecología integral», reproduce en su título las primeras palabras del Cántico de las criaturas del santo de Asís.[101]

Laudato si’, mi’ Signore» – «Alabado seas, mi Señor», cantaba san Francisco de Asís. En ese hermoso cántico nos recordaba que nuestra casa común es también como una hermana, con la cual compartimos la existencia, y como una madre bella que nos acoge entre sus brazos: «Alabado seas, mi Señor, por la hermana nuestra madre tierra, la cual nos sustenta, y gobierna y produce diversos frutos con coloridas flores y hierba.
Francisco, Laudato si’

- El templo y monasterio Skanda Vale en el Reino Unido tiene a Francisco de Asís como su santo patrón, y se organiza como una orden franciscana.[102]
- Existe en muchos países, una organización de jóvenes que quieren seguir el espíritu franciscano.  Esta organización, llamada Jufra (Juventud Franciscana) está dirigida a todos aquellos jóvenes que quieran conocer y vivir el carisma franciscano.  Forma parte de la tercera orden franciscana fundada por San Francisco, la Orden Franciscana Seglar u OFS y está dividida en tres grupos, según las edades: los más pequeños se denominan “Heraldos”, los adolescentes “Juglares”, y los más grandes, “Jufristas”.  En Argentina, por ejemplo, el movimiento surge en 1979 en la ciudad de Córdoba,[103] y luego se expande por muchas otras ciudades del país.  Al llegar a una edad adulta (generalmente entre los 20 y 25 años de edad), los jóvenes están invitados a seguir recorriendo ese camino vocacional en la OFS, aunque no necesariamente.
- El cordonazo de San Francisco es el nombre tradicional que se le da a un fenómeno meteorológico relacionado con fuertes lluvias, vientos y tormentas eléctricas que ocurre cerca del 4 de octubre (fiesta del santo) en los países intertropicales del norte. Popularmente se dice que Francisco azota las nubes con su cordón, por eso llevan el nombre de “cordonazo”. El término se usa en países católicos de habla hispana.[104]

## Patronazgo
Varias ciudades del mundo tienen a san Francisco de Asís como su santo patrono.
- Argentina: Arribeños , San Antonio de Padua; Banderaló, Provincia de Buenos Aires ; San Francisco del Monte de oro, San Luis
- Paraguay: Arroyos y Esteros , Cordillera
- Chile: Huerta de Maule, Comuna de San Javier, Región del Maule
- Colombia: Quibdo, La Paz, Cesar
- Costa Rica: San Francisco de Dos Ríos, Tabarcia, Los Chiles
- Cuba: San Antonio de Río Blanco
- Ecuador: Quito, Milagro, Azogues, Valencia, Puebloviejo
- El Salvador: San Francisco Gotera, Morazán Yucuaiquín La Unión
- España: Crevillente, Náquera, Fuente Victoria, Cájar
- Estados Unidos: California, Aguada
- Filipinas: Meycauayan
- Guatemala: Panajachel, Tecpan, San Francisco La Unión, San Francisco, San Francisco El Alto,
- Honduras: San Francisco, Santa Cruz de Yojoa, Azacualpa, Catacamas, La Union, San Francisco de Becerra, Candelaria, San Francisco, Tambla, Tomala, Cane, Cabañas, Chinacla, Opalaca, Orica, Valle de Ángeles, Tatumbla, Texiguat, Florida
- México: Jalpa de Méndez Tabasco, Nochistlán de Mejía, San Francisco del Mar, Telchac Pueblo, Tlaltenco, San Francisco de Conchos, Real de Catorce, San Francisco del Rincón, Iguala, Tepeji del Río, Soyaniquilpan, Pachuca, Campeche, Amatenango del Valle, Xonacatlan, San Francisco Nuxaño, Chietla, Tlanalapa, Emiliano Zapata, Acámbaro, Dzilam González, Cuetzalan, Chapala, Tihuatlán, Apaxco, Ixtacamaxtitlán, Tetecala, Apodaca, Escuinapa, Hocaba, Cintalapa, Hecelchakan, Pénjamo, Tonalá, Ixtlan de los Hervores, San Francisco de los Romo, Actopan, Amacuzac, Tantima, Tepeyanco, Yaxcaba, Kantunil, Zacoalco, Huejucar, Valle de Bravo, Chietla, Tonala, Yaxcaba, Kantunil, Navolato, Escuinapa, Coacalco, Motozintla de Mendoza, San Francisco Tesistán, Tala, Patambán (Michoacán), Hunucmá (Yucatán), San Francisco Tlalcilalcalpan
- Nicaragua: Camoapa, San Francisco del Norte,
- Panamá: San Francisco,
- Perú: Yarusyacan, Distrito de Maras, Paita, Pomabamba
- Venezuela: San Francisco de Asís